# Округ Бревард (Флорида)
Бревард (енгл. Brevard County) је округ у америчкој савезној држави Флорида. По попису из 2010. године број становника је 543.376.

## Демографија
Према попису становништва из 2010. у округу је живело 543.376 становника, што је 67.146 (14,1%) становника више него 2000. године.
| Група             | 2000.           | 2010.           |
| Белци             | 398.695 (83,7%) | 421.466 (77,6%) |
| Афроамериканци    | 40.000 (8,4%)   | 54.799 (10,1%)  |
| Азијати           | 7.152 (1,5%)    | 11.349 (2,1%)   |
| Хиспаноамериканци | 21.970 (4,6%)   | 43.943 (8,1%)   |
| Укупно            | 476.230         | 543.376         |